# Frank Doyle (scénariste)
Frank Doyle (né le 17 novembre 1917 à Brooklyn et mort le 3 avril 1996 à New Port Richey) est un scénariste de bande dessinée américain qui a travaillé pour Archie Comics de 1951 à sa mort, et en fut le principal scénariste jusqu'au milieu des années 1980. Il a écrit plus de 10 000 histoires pour cette maison d'édition.

## Prix et récompenses
- 2012 : Prix Bill Finger (posthume)